# Idol (japanska pop kultura)
Idol (jap.: アイドル aidoru, od engleske riječi „idol“) u japanskoj pop kulturi je medijska osoba (pjevač, glumac, model itd.), najčešće tinejdžer ili tinejdžerica, sa slatkom i nevinom slikom u medijima. Idoli su zasebna kategorija japanskih umjetnika.
Termin je komercijalizirala japanska agencija za talente. Idoli su namijenjeni da budu idealan objekt ljubavi vatrenih obožavatelja.
Također, tu je i mišljenje da Japanci vide idole kao sestre ili „djevojke iz susjedstva”.
U japanskoj popularnoj glazbi idoli predstavljaju specifičan žanr, posebnu vrstu nepretencioznih sentimentalnih pjesama. Ove pjesme ne zahtijevaju mnogo vokalno, ali umjetnik mora biti sladak i lijep. U svom svakodnevnom životu idoli također moraju biti u skladu sa svojim pjesmama, imati savršen javni imidž, biti primjer za mlade generacije.

## Povijest
Fenomen je nastao početkom 1970-ih godina zbog buma popularnosti francuskog filma pod nazivom Cherchez l'idole („Tražite idola“), koji se pojavio na japanskim kino ekranima u studenog 1964. godine. Glumica Sylvie Vartan, koja je igrala glavnu ulogu, postala je iznimno popularna. Pojam „idol“ počeo se upotrebljavati za djevojke, uglavnom između 14 i 16 godina starosti, koje su tek započinju svoj put do slave ili za vrlo mlade nove zvijezde.

## Selektivni popis japanskih idolskih skupina
To je selektivni popis japanskih idolskih glazbenih skupina podijeljen po projektima ili agencijama za talente.
- AKB48[7]
- Stardust Promotion (agencija za talente)
  - Momoiro Clover Z[8]
  - Shiritsu Ebisu Chugaku[9]
  - Takoyaki Rainbow
- Hello! Project (projekt)
  - Morning Musume[10]
  - °C-ute[11]
  - Berryz Kobo[12]
  - S/mileage[13]
  - Juice=Juice[14]
  - Buono![15]
- Fairies[16]
- 9nine[17]
- Sakura Gakuin[18]